# Fiat 1400
La Fiat 1400 a été présentée au Salon de Genève 1950 et fut la première voiture produite par le constructeur italien FIAT à adopter une caisse autoporteuse au lieu du traditionnel châssis. Ce fut une grande nouveauté technologique en Europe. De plus, ce fut la première voiture à avoir été conçue après la Seconde Guerre mondiale et qui put bénéficier de nouvelles technologies. Tous les modèles des autres constructeurs étaient des reprises d'anciens modèles d'avant-guerre.
La voiture, berline spacieuse et luxueuse, était équipée d'un moteur essence de 44 ch qui autorisait une vitesse de 120 km/h.
Au Salon de Turin de 1953 fut présentée la Fiat 1400 équipée du premier moteur Diesel de conception Fiat, 1 901 cm3 développant 40 ch à 3 200 tr/min. Ce moteur, très novateur pour l'époque, équipera également les petits utilitaires Fiat 625 et Fiat 616.
Un cabriolet faisait partie de la gamme de départ, dès 1950.
En 1952, Fiat présente, avec la même carrosserie que la berline, la Fiat 1900 mais dotée d'un moteur développant 70 ch.
La 1400 fut fabriquée en Italie jusqu'en 1958 à 179 392 exemplaires ; la Fiat 1900 jusqu'en 1959 à 19 488 exemplaires

## La Fiat 1400 dans le monde
Ce modèle, qui était un haut de gamme pour l'époque, ne fut pas fabriqué qu'en Italie mais aussi dans d'autres pays.
- Espagne : Seat 1400. Ce fut avec cette voiture que débuta, le 13 novembre 1953, date de la sortie de la première Fiat Seat 1400 de l'usine de Barcelone, l'aventure automobile du tout nouveau constructeur Seat qui venait de voir le jour avec l'aide de Fiat. Présentée en 1953 à Barcelone, la Seat 1400 sera fabriquée jusqu'en 1964 à 99 043 exemplaires ; elle sera remplacée par la Seat 1500, voiture construite sur la base des Fiat 1500L et Fiat 1800.

- (Ex) Yougoslavie : Zastava 1400. C'est également en août 1954 que Fiat et Zastava signèrent des accords de fabrication sous licence des modèles de la gamme Fiat en Yougoslavie. La Fiat 1400 fut la première d'une longue série, elle restera en fabrication jusqu'en 1961, 1 856 exemplaires ont été assemblés avant d'être remplacée par la Fiat Zastava 1800.

- Allemagne, la Fiat-NSU 1400 fut fabriquée en 1 400 exemplaires dans l'usine de Heilbronn pendant la même période qu'en Italie.

- Autriche, la Fiat-Steyr 1400 fut fabriquée ainsi que la Fiat Steyr 2000, qui était une Fiat 1400/1900 avec un moteur Steyr, dans l'usine autrichienne Steyr-Puch de 1950 à 1958.
- France: En France la société Fiat est présente à travers la firme Simca dirigée par le très actif Henri Théodore Pigozzi, qui dans les années 50 cherche à s'émanciper de la tutelle de Turin en développant des modèles originaux (et non plus des clones de modèles Fiat plus ou moins adaptés pour le marché français) . Au moment de la sortie de la Fiat 1400 cette prise d'indépendance n'est pas entièrement acquise. La première mouture de la Simca Aronde (avec une ligne "ponton") a été étudiée conjointement avec Fiat (et surtout avec le fournisseur américain Budd pour les pièces embouties de la coque et les outillages ). L'aspect extérieur est bien distinct , quoique présentant des dimension quasi identiques et un "air de famille" pour le style tandis que le moteur de la Simca est un 1300Cm3 seulement  , également d'origine Fiat mais dérivé de celui qui équipait la Simca 8. Les deux voitures sont donc des "demi-sœurs"[2]

## Curiosité
En 1952, la Fiat 1400 remporta la Coupe d'Europe avec le meilleur score aux points dans les catégories : vitesse maximale, confort, suspensions, freinage accélération et consommation. Elle fut élue meilleure voiture européenne.

## Bibliographie

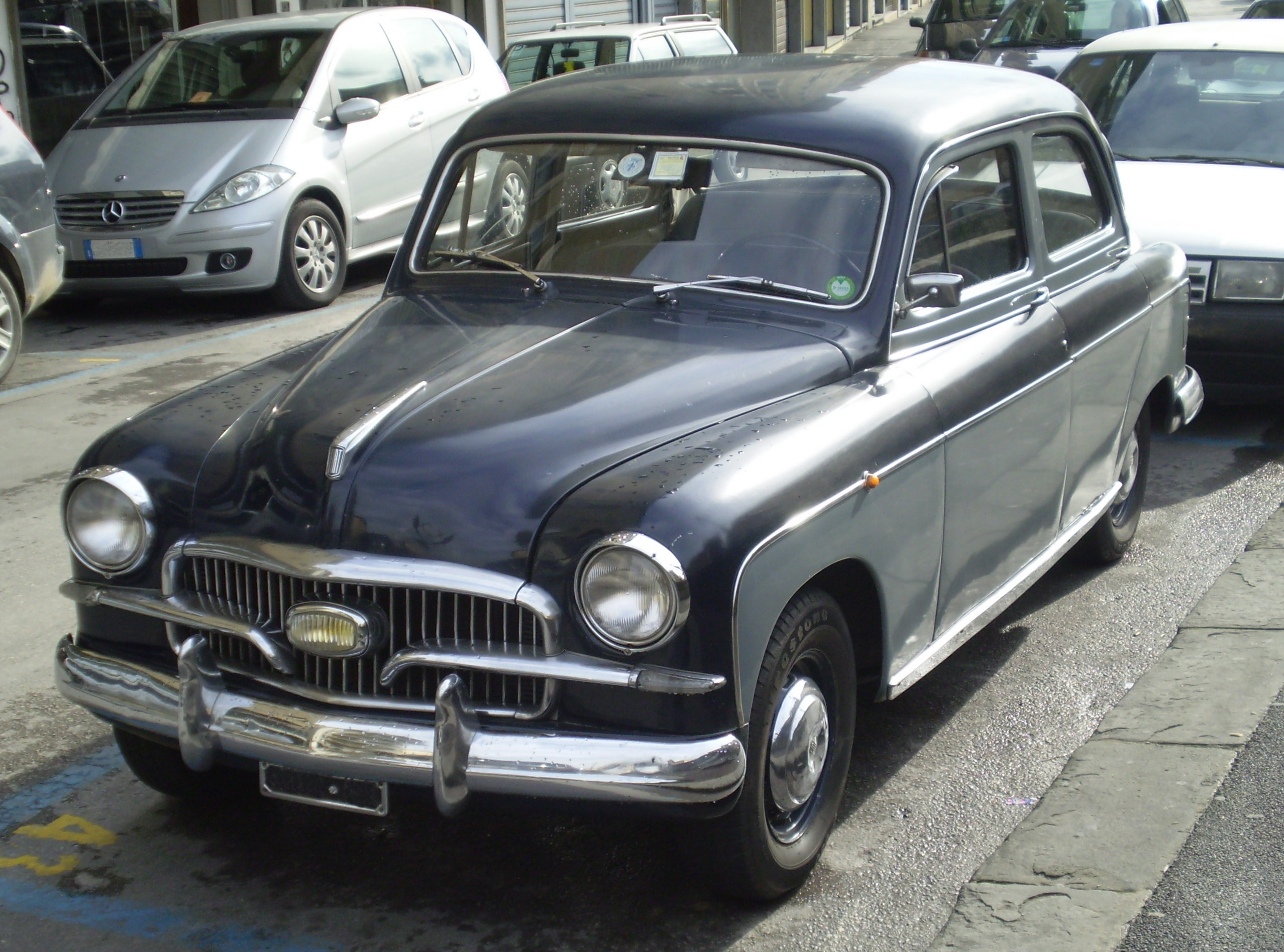
Fiat 1400 B